# Bridge of Weir
Bridge of Weir är en ort i Storbritannien.   Den ligger i kommunen Renfrewshire och riksdelen Skottland, i den nordvästra delen av landet, 600 km nordväst om huvudstaden London. Bridge of Weir ligger 106 meter över havet och antalet invånare är 4 418.
Terrängen runt Bridge of Weir är platt åt nordost, men åt sydväst är den kuperad. Runt Bridge of Weir är det ganska tätbefolkat, med 54 invånare per kvadratkilometer. Närmaste större samhälle är Paisley, 9,6 km öster om Bridge of Weir. Trakten runt Bridge of Weir består i huvudsak av gräsmarker.